# Deva (Roumanie)
Pour les articles homonymes, voir Deva.
Deva (en hongrois Déva, en allemand Diemrich, Schlossberg, Denburg, en latin Sargetia) est une ville de Transylvanie au centre-ouest du pays, située au cœur du județ de Hunedoara dont elle est le chef-lieu. Sa population s'élevait à 61 123 habitants en 2011.

## Géographie
La ville est située sur le grand axe routier et ferroviaire Arad - Sibiu - Brașov - Bucarest et est bordée par la rivière Mureș. Avec Simeria, avec Hunedoara et avec les localités environnantes, elle forme de nos jours une concentration urbaine compacte ayant plus de 150 000 habitants.

### Colline de la Citadelle

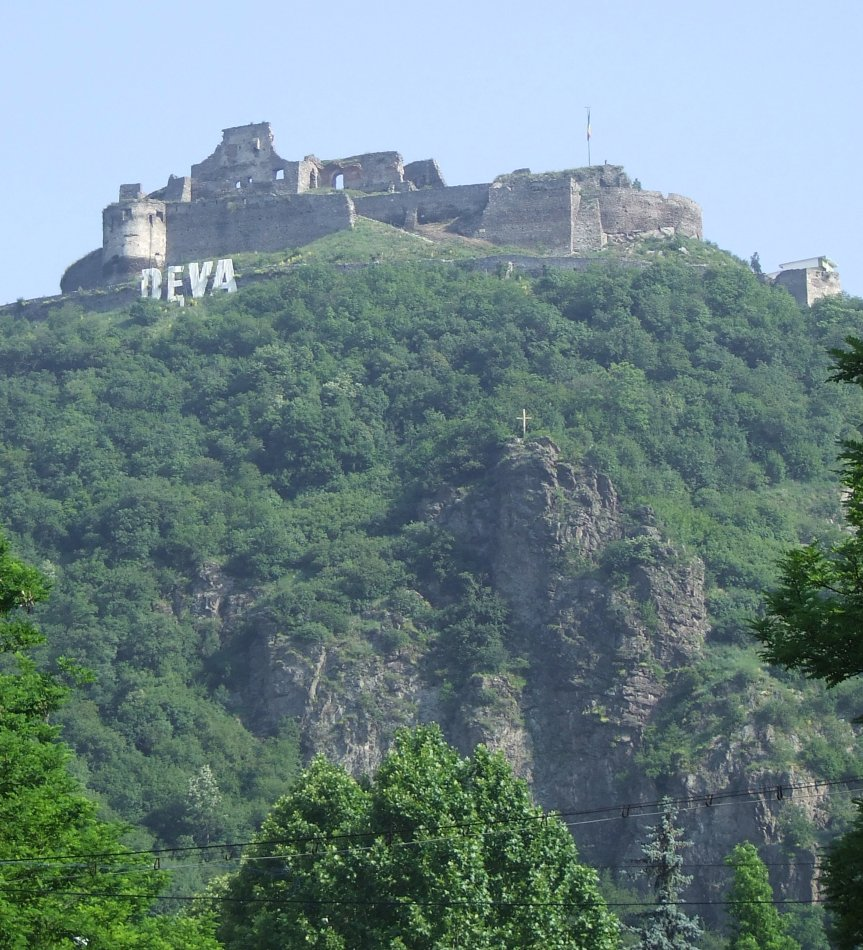
La citadelle de Deva.

La ville est dominée par une colline pittoresque d'origine volcanique, haute de 371 m, appelée en roumain Cetatea (la Forteresse) ou nommée en hongrois la « Montagne de la Citadelle » (Várhegy). La construction de sa citadelle fortifiée qui était une des plus étendues de Transylvanie, date du XIIIe siècle. Accessible par le funiculaire fermé actuellement ou à pied, cette formation géologique impressionnante, austère, mais d'une beauté romantique, est une réserve naturelle protégée pour sa flore spécifique et comme lieu d'habitation d'exception de la vipère cornue. Du fait qu'en 1579 le réformateur protestant Ferenc Dávid est mort emprisonné dans la Citadelle, la Colline est devenue le lieu de pèlerinage des unitariens. Elle est visitée par plusieurs centaines de touristes par jour offrant à ceux-ci un panorama inoubliable.

## Histoire

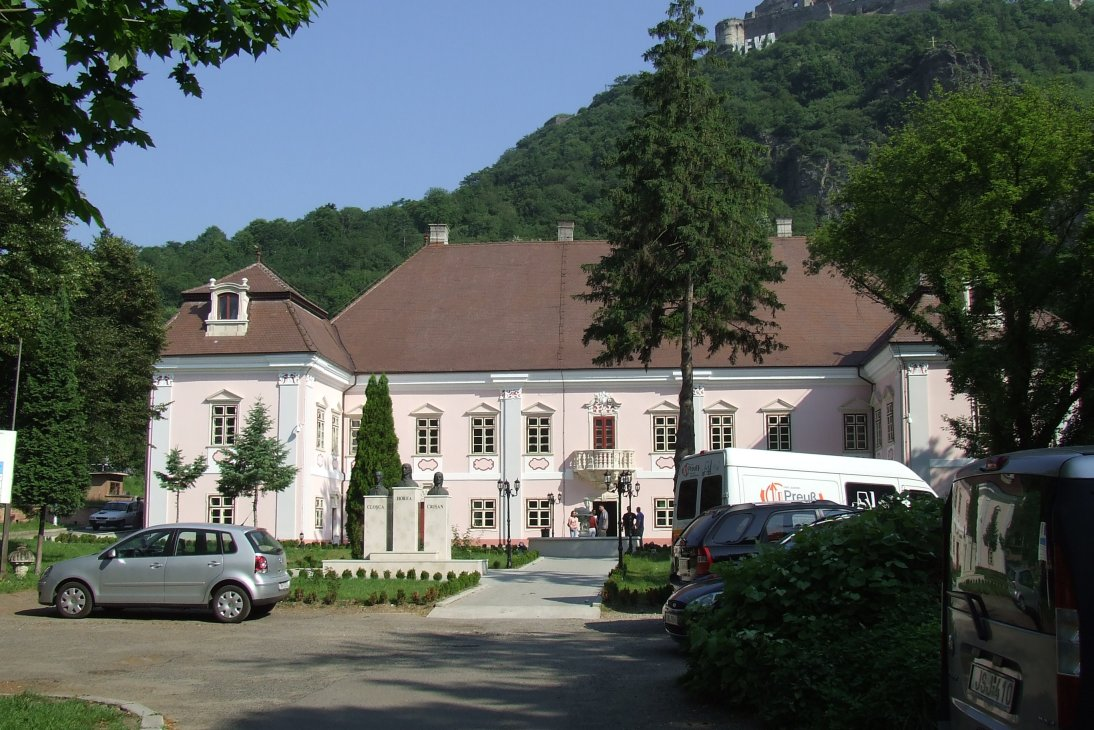
Magna Curia, XVIe siècle.

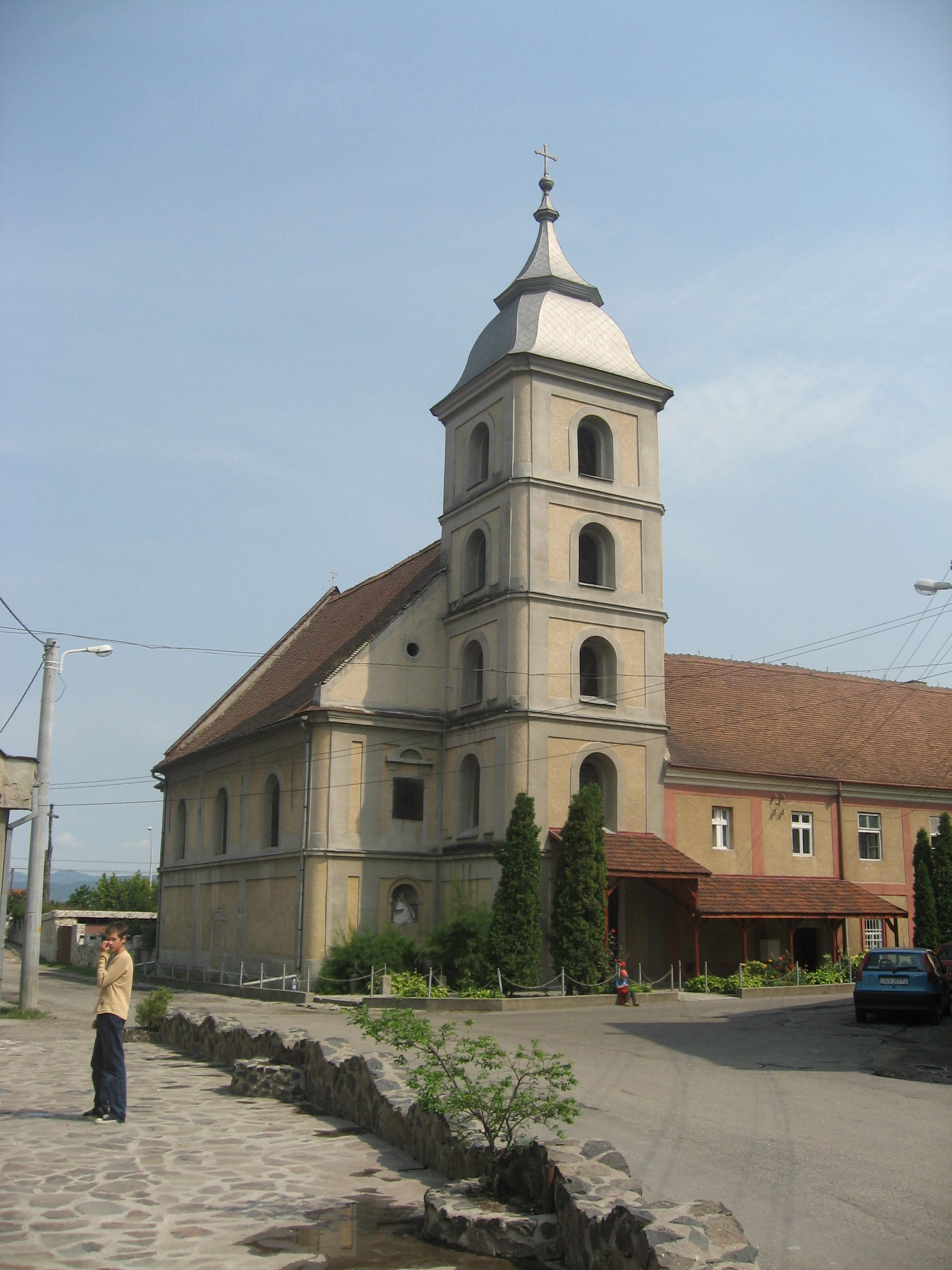
L'Église du monastère franciscain, XVIIe siècle.

Dava est aussi un mot dace qui signifie cité en Dacie, comme dans Pelendava ou Sucidava ; toutefois, il n'est pas sûr que Deva dérive de là, malgré la légende qui fait remonter sa fondation au roi dace Décébale. En revanche, un oppidum dace existait bien sous les ruines de la citadelle médiévale, à quelque 187 m au-dessus du Mureș.
La ville et sa citadelle furent âprement disputées au cours de l'histoire, depuis la grande invasion tatare de 1241 jusqu'aux guerres entre turcs et autrichiens au XVIIe siècle.
Centre militaire transylvain et résidence voïvodale dès le XIVe siècle, Deva fut rattachée à l'empire d'Autriche en 1699. Les habitants de Deva participent à la révolution transylvaine de 1784. Pendant la révolution de 1848-1849, la ville fut à nouveau le théâtre de sanglants combats. Sous le feu des canons autrichiens, le dépôt de munitions de la citadelle sauta, endommageant irrémédiablement ce monument historique.
En 1867, lorsque l'empire d'Autriche se scinde en Autriche-Hongrie, abolissant l'autonomie de la Transylvanie, Deva redevient une ville hongroise. Elle est traversée par un chemin de fer et s'industrialise. Le 1er décembre 1918, lorsque la Transylvanie vote, à Alba Iulia, son attachement à la Roumanie, Deva devient roumaine. En 1921-1923 les terres des aristocrates hongrois (tels Franz Nopcsa) sont distribuées aux paysans roumains et les femmes acquièrent le droit de vote. Comme toute la Roumanie, Deva a subi les régimes dictatoriaux carliste, fasciste et communiste de février 1938 à décembre 1989. Sous ces régimes, elle fut transformée en centre d'industrie lourde (centrale thermo-électrique, mines, matériaux de construction, bois). Depuis le rétablissement de la démocratie en 1990, elle tente une difficile reconversion vers le tourisme et les activités de services, liées notamment à sa situation sur un grand axe routier et ferroviaire reliant la Roumanie au reste de l'Union européenne.

## Population

### Démographie
Lors du recensement de 2011, 82,97 % de la population se déclarent roumains, 7,21 % comme hongrois, 1,23 % comme roms (7,84 % ne déclarent pas d'appartenance ethnique et 0,72 % déclarent appartenir à une autre ethnie).
La même année, 76,46 % de la population s'identifient comme orthodoxes, 6,45 % comme catholiques romains, 2,67 % comme pentecôtistes, 1,13 % comme greco-catholiques et 1,37 % comme baptistes.
La communauté juive de la ville a été constituée en 1851.

### Francophonie
Tout comme Bucarest, Deva et l'ensemble du département de Hunedoara (județ de Hunedoara) sont un puissant centre francophone dont les habitants utilisent couramment en conversation, en lecture et en écriture le français aussi. La communauté francophone de la ville est représentée par l'association Fradev.

## Tourisme

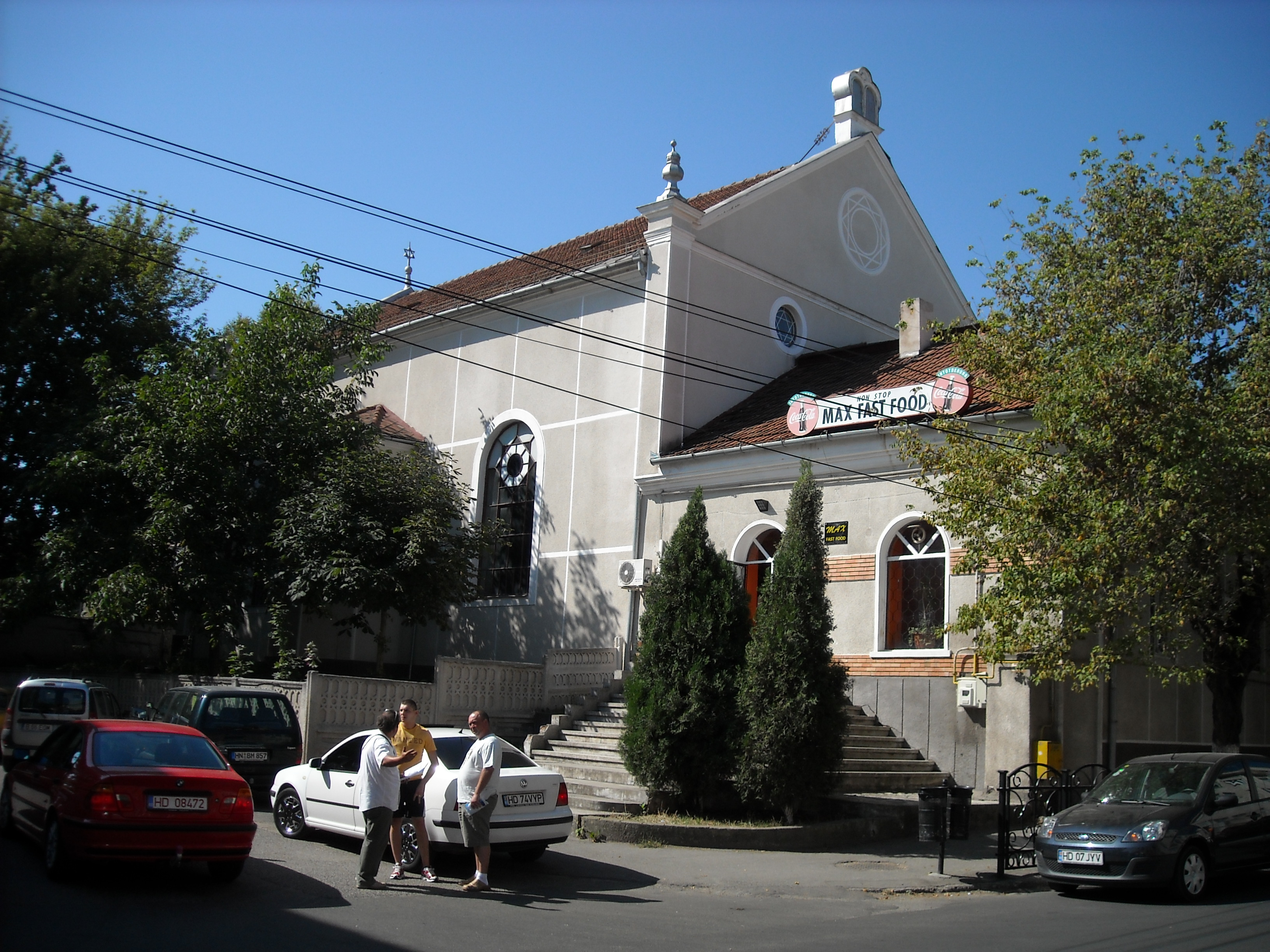
La synagogue de Deva, construite en 1896.

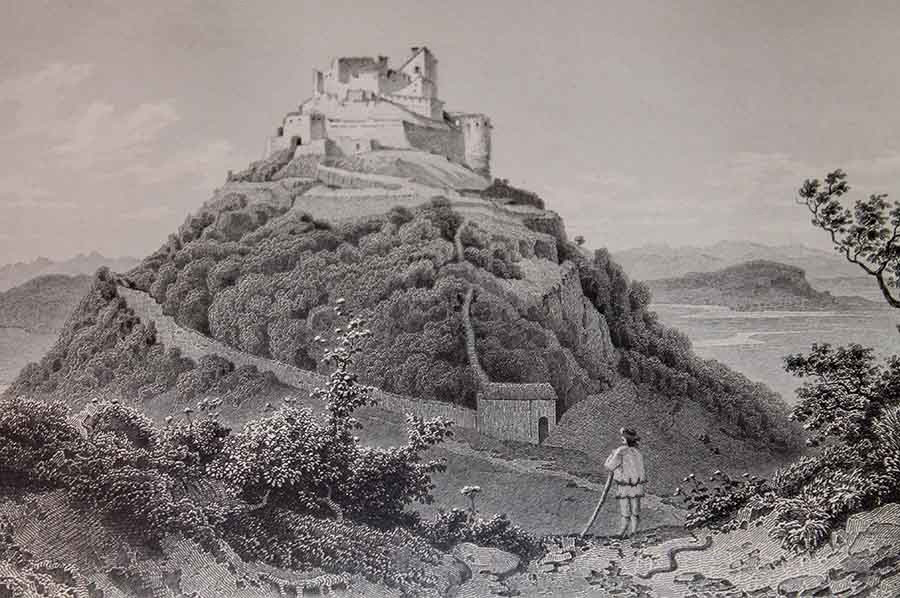
La citadelle de Deva en 1883, par Ludwig Rohbock.

L'ancien centre-ville se trouve entre la synagogue, l'église réformée calviniste, le théâtre, le lycée Décébale, la mairie, le tribunal et le parc de la ville, ce dernier se situant aux pieds de la colline de la Citadelle.
Dans le parc de la ville se trouve le palais Magna Curia, construit au XVIe siècle en style Renaissance. Il est aujourd'hui le siège d'un riche musée. Situé à la proximité de la gare ferroviaire CFR, le monastère franciscain, construit au XVIIe siècle et conduit de nos jours par le père Csaba Böjte, est un monument historique impressionnant abritant un orphelinat catholique.
La vieille église orthodoxe du cimetière de la ville et la cathédrale orthodoxe Saint Nicolas, bâtie en 1861. Dans la banlieue de la ville, située vers Simeria, quelques rues du début du siècle gardent encore des éléments folkloriques de la colonie des Sicules de Bucovine, installée à Deva en 1910. Il faut enfin flâner sous les chênes de la forêt de Bejan, une remarquable réserve forestière.
À présent, Deva est une ville touristique et industrielle, ainsi qu'un pôle agro-alimentaire qui se développe rapidement depuis l'adhésion de la Roumanie à l'Union européenne.

## Personnalités liées à la ville
Autres personnalités liées à la ville :
- Mátyás Biró Dévai (1500-1545), réformateur calviniste de langue hongroise
- Ferenc Dávid (v.1520-1579), réformateur protestant, mort emprisonné dans la Citadelle
- Thomas Esterházy, seigneur de la Citadelle
- Petru Groza (1884-1958), homme d'État roumain
- Csaba Böjte (1959–), moine franciscain, personnalité de l'aide humanitaire
- María Corda (1898-1976), vedette du cinéma muet

## Jumelage
- Arras (France)
- Cherbourg-en-Cotentin (France)
- Szigetvár (Hongrie)
- Yancheng (Chine)

## Galerie

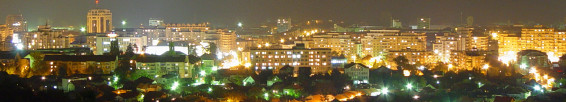
Deva, panorama nocturne.

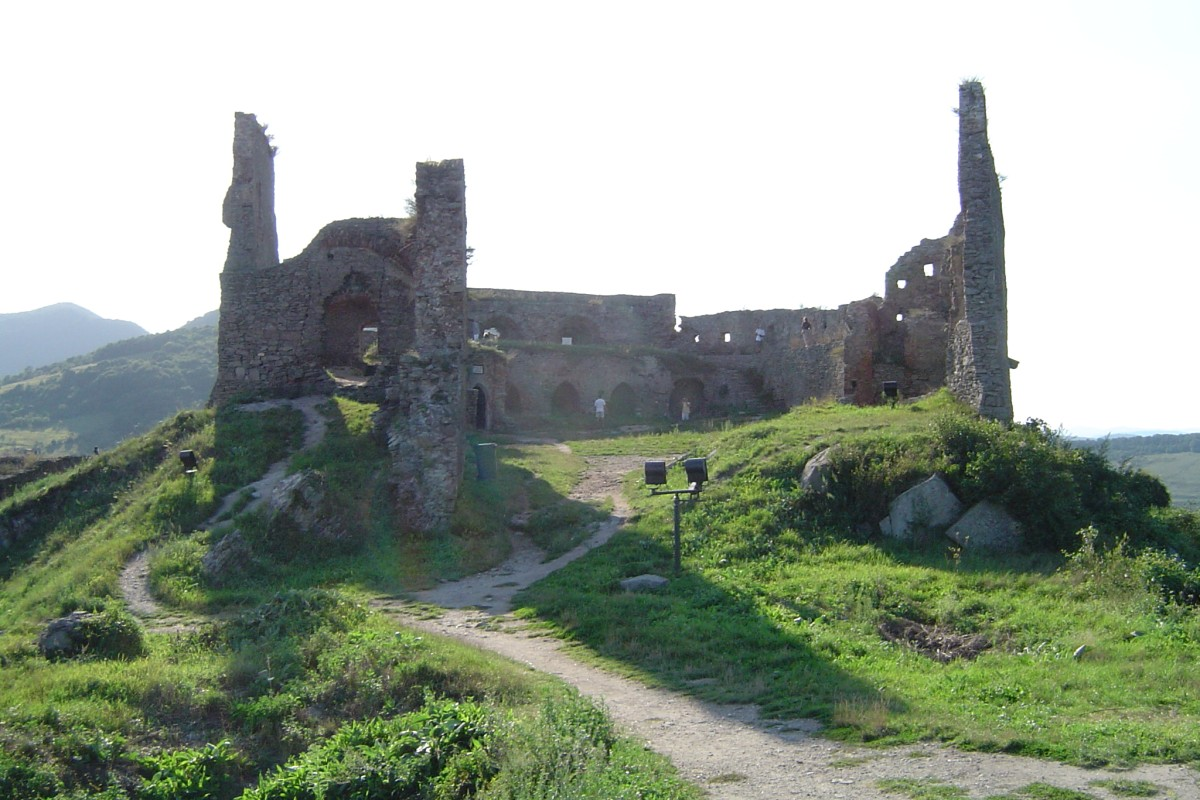
La citadelle de Deva.
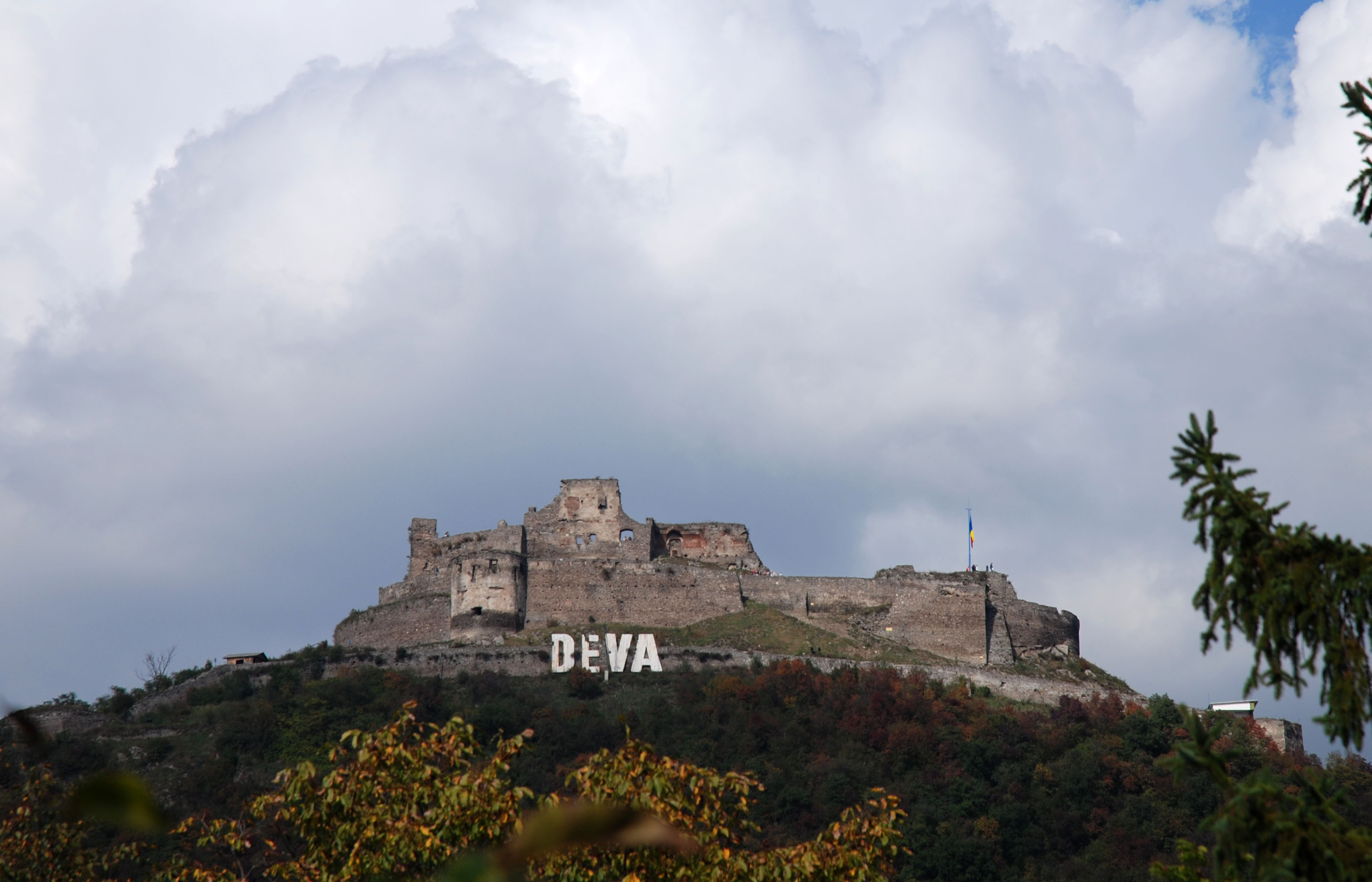
La citadelle de Deva.
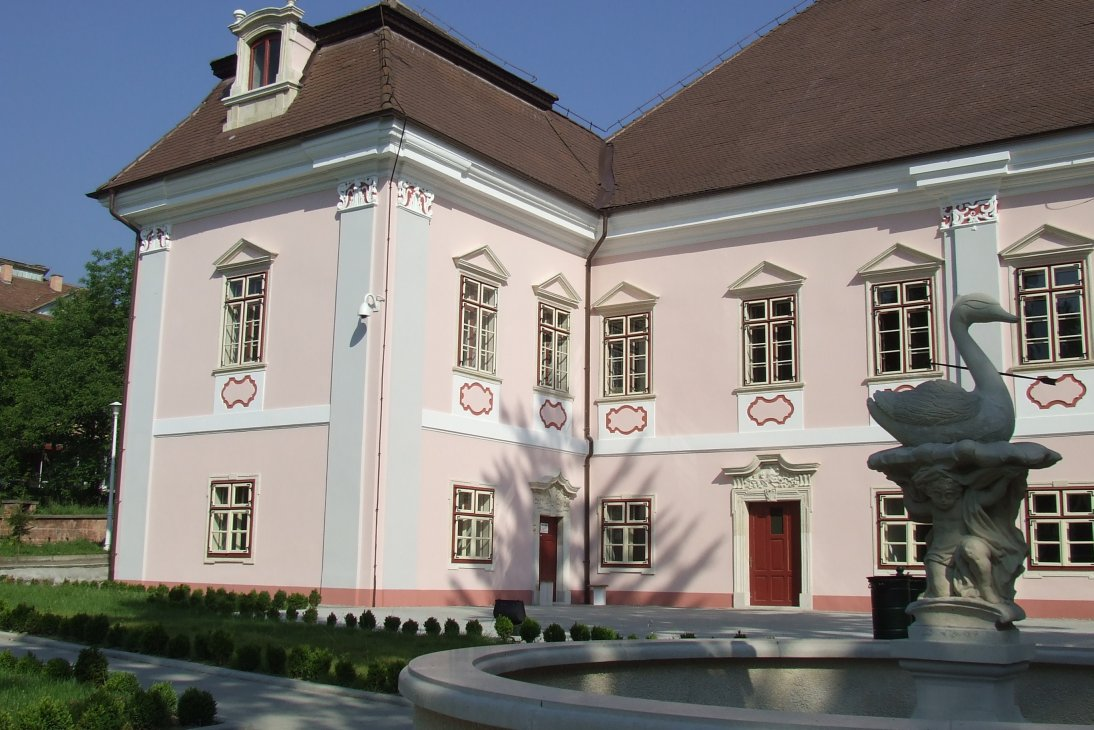
Magna Curia.
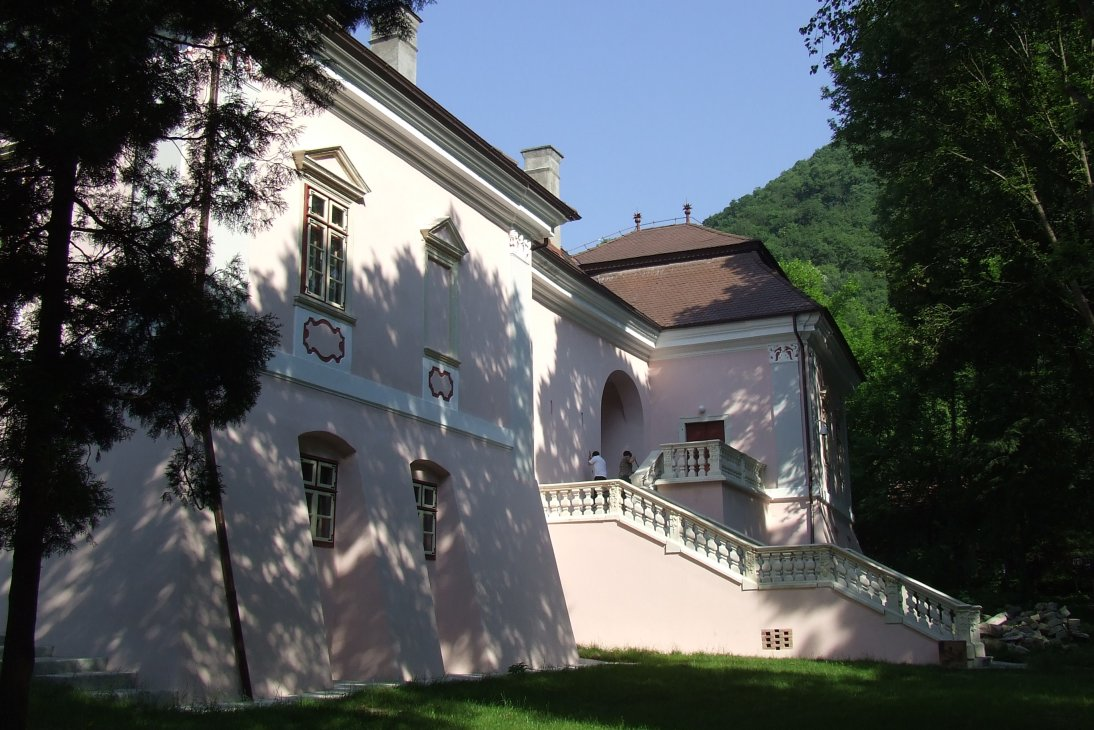
Magna Curia.